# Dominikana na Letnich Igrzyskach Paraolimpijskich 2012
Dominikanę na Letnich Igrzyskach Paraolimpijskich 2012 reprezentowało 2 zawodników.
Dla reprezentacji Dominikany był to piąty start w igrzyskach paraolimpijskich (poprzednio w 1992, 1996, 2004 oraz 2008 roku).

## Kadra

### Kolarstwo
Kolarstwo szosowe
| Zawodnik              | Konkurencja                     | Czas         | Poz.         |
| --------------------- | ------------------------------- | ------------ | ------------ |
| Rodny Minier Castillo | Wyścig ze startu wspólnego C4-5 | Nie ukończył | Nie ukończył |
| Rodny Minier Castillo | Jazda na czas C5                | 34:35.42     | 8.           |

Kolarstwo torowe
| Zawodnik              | Konkurencja              | Kwalifikacje | Kwalifikacje | Finał                  | Finał                  |
| Zawodnik              | Konkurencja              | Czas         | Poz.         | Czas                   | Poz.                   |
| --------------------- | ------------------------ | ------------ | ------------ | ---------------------- | ---------------------- |
| Rodny Minier Castillo | Wyścig na dochodzenie C5 | 4:55.352     | 10.          | Nie zakwalifikował się | Nie zakwalifikował się |

### Lekkoatletyka
Konkurencje techniczne
| Zawodnik                    | Konkurencja           | Odległość | Pkt | Poz. |
| --------------------------- | --------------------- | --------- | --- | ---- |
| Alfonso Olivero Encarnacion | Pchnięcie kulą F11/12 | 9.80      | 697 | 17.  |
| Alfonso Olivero Encarnacion | Rzut dyskiem F11      | 27.08     | —   | 9.   |